# 沃利齊亞 (斯拉武塔區)
50°23′4″N 26°51′1″E / 50.38444°N 26.85028°E
沃利齊亞（烏克蘭語：Волиця）是位於烏克蘭西部赫梅利尼茨基州裏舍佩蒂夫卡區的村莊，始建於1593年，面積1.85平方公里，海拔高度223米，2001年人口411，人口密度每平方公里222.2人。